# Krásné Údolí

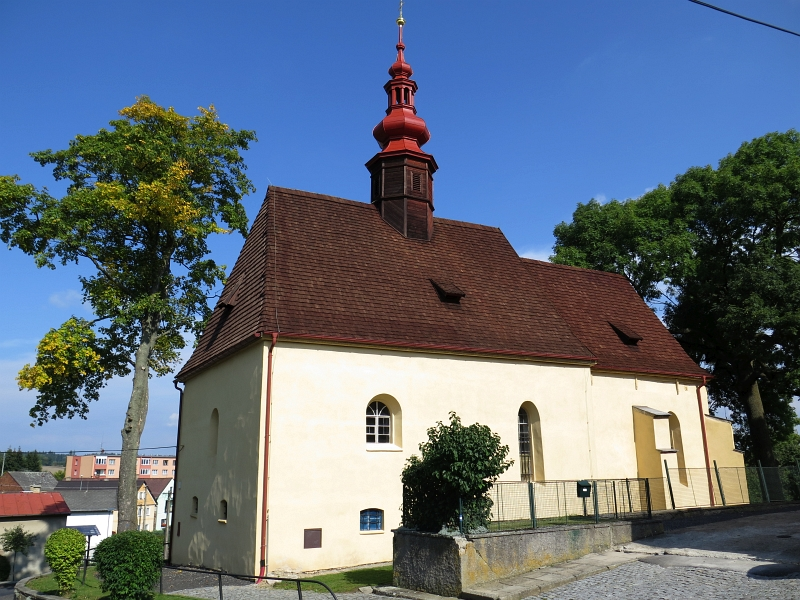
Pfarrkirche St. Laurentius in Krásné Údolí

Krásné Údolí (deutsch Schönthal) ist eine Stadt im Okres Karlovy Vary in Tschechien.

## Geographische Lage
Die Stadt liegt in Westböhmen am Nordwestrand des Tepler Hochlandes am Übergang zum Kaiserwald,
19 Kilometer nordöstlich von Marienbad.
Teile der Gemeinde gehören zum Landschaftsschutzgebiet ChKO Slavkovský les. Durch die Ortschaft führt die Staatsstraße 20/E 49 von Bečov nad Teplou (Petschau) nach Toužim (Theusing).
Nachbarorte sind Odolenovice im Norden, Přílezy und Chylice im Nordosten, Útvina im Osten, Sedlo im Südosten, Poseč im Süden, Brť und Měchov im Südwesten, Chodov, Nové Domky und Bečov nad Teplou im Westen sowie Vodná und Hlinky im Nordwesten.

## Geschichte
In der zweiten Hälfte des 12. Jahrhunderts begann die Besiedlung des Grenzwaldes der Přemysliden durch die Prämonstratenser des Klosters Mühlhausen, die in Toužim eine Propstei errichteten. 1420 war der Konvent vor den Hussiten aus Milevsko nach Toužim geflohen, und zu Zeiten des Abtes Peter I. verpfändete der Orden nach 1423 einen Teil seiner Güter an Heinrich X. von Petschau, der sie seiner Herrschaft Petschau zuschlug.
1427 eroberte Jakoubek z Vřesovic Toužim und vertrieb die Prämonstratenser. Durch die Pestepidemie von 1380 und die Hussitenkriege kam es zur Entvölkerung der Gegend. Die Vögte von Plauen holten deutsche Siedler ins Land. Die alte Ansiedlung Schiekenplos (Schickenplatz) hatte eine Kapelle, die 1464 zur Kirche erweitert wurde. Nachdem die Plauener Vögte während der Kämpfe mit den verfeindeten Vřesovicern 1469 deren wirtschaftliches Zentrum Útvina zerstört hatten, ließ Georg von Podiebrad zwei Kilometer südöstlich im Schutze der Burg Tausim die Stadt Toužim anlegen. Als in den 1470er Jahren das an der Landesstraße von Prag nach Eger gelegene Útvina wieder aufgebaut wurde, bewirkte Heinrich III. von Plauen beim böhmischen König Vladislav II. 1488 die Gründung einer Stadt an der Landesstraße auf dem Gebiet der Herrschaft Petschau in direkter Nachbarschaft zu Útvina. Damit wollte er einen Gegenpol seiner Herrschaften Petschau und Königswart an der Grenze zum Herrschaftsgebiet seines Erzfeindes Jan II. von Vřesovice schaffen, um diesen wirtschaftlich zu schädigen. Der König verlieh der auf dem Gebiet der Ansiedlung Schiekenplos gegründeten Stadt Schönthal umfangreiche Privilegien, darunter die Abhaltung eines Jahr- und Wochenmarktes. Heinrich von Plauen siedelte in der neuen Stadt, die einen deutschen Namen erhielt, deutsche Katholiken an, um einen Gegenpol zu Toužim zu schaffen, dessen Bevölkerung zu dieser Zeit zu 70 % aus Tschechen bestand. Wenig später verkaufte Jindřich von Vřesovice die Herrschaft Toužim an Heinrich III. von Plauen.
1519 verstarb Heinrich III. Ihm folgte sein Sohn Heinrich IV. von Plauen. 1520 wurde die Pfarre in Schönthal evangelisch und blieb es bis 1623. 1538 erwarb Heinrich IV. die Herrschaft Toužim als erblichen Besitz. Er ordnete die Güter in Schönthal wieder Toužim zu. Nachdem Heinrich V. 1565 ohne Nachkommen verstorben war, erbte Heinrich Nikolaus Lobkowicz von Hassenstein die Herrschaft. Dessen Sohn Christoph verlor als Aufständischer nach der Schlacht am Weißen Berg seine Güter und ging als Protestant ins sächsische Exil. Die Herrschaft erwarb 1623 der kaiserliche General Julius Heinrich von Sachsen-Lauenburg. In der berní rula wurde Schönthal als ein Städtchen bezeichnet und bestand aus 10 Bauern, 13 Beisassen und 17 Gärtnern. Am 1. Februar 1656 vernichtete ein Brand das gesamte, aus 52 Wohngebäuden bestehende Städtchen samt Rathaus, Brauerei, Mälzerei, Salzhaus, Fleischbank, Gasthof und Schule. Nach dem Tode des Fürsten Julius Franz von Sachsen-Lauenburg erbte Schönthal als Teil des Schlackenwerther Anteils dessen Tochter Franziska Sibylla und brachte ihre Güter in die Ehe mit dem Türkenlouis ein. Ihm folgte sein Sohn August Georg Simpert, mit dem das Haus Baden-Baden 1771 im Mannesstamme erlosch. Seine böhmischen Güter fielen durch Heimfall an die Böhmische Krone. Die böhmische Königin Maria Theresia vereinbarte mit August Georg Simperts Nichte Elisabetha Augusta vertraglich eine Nutzung der böhmischen Güter auf Lebenszeit.
Elisabetha Augusta verpachtete die Herrschaft Toužim 1783 für 15 Jahre an ihren Cousin Johann I. von Schwarzenberg († 1789). Nach dessen Tode trat sein Sohn Joseph II. in den Vertrag ein. 1799 fiel Schönthal zusammen mit der Herrschaft Toužim der Böhmischen Kammer zu. Im 18. Jahrhundert bildeten sich drei Handwerkszünfte. 1837 erwarb Alfred von Beaufort-Spontin die Herrschaft. Er war der letzte feudale Besitzer des Städtchens. Der Bau der Kaiserstraße von Pilsen nach Elbogen in den Jahren 1845 bis 1848 brachte Schönthal eine wichtige Verkehrsverbindung. Nach der Aufhebung der Patrimonialherrschaften entstand 1850 die Stadtgemeinde Schönthal im Bezirk Karlsbad. 1907 wurde die Stadt dem Bezirk Tepl zugeordnet.
Nach dem Ersten Weltkrieg wurde Schönthal 1919 der neu geschaffenen Tschechoslowakei zugeschlagen.
1930 hatte Schönthal 488 Einwohner. Aufgrund des Münchner Abkommens kam die Stadt 1938 an das Deutsche Reich und gehörte bis 1945 zum Landkreis Tepl, Regierungsbezirk Eger, im Reichsgau Sudetenland. 1939 hatte Schönthal 465 Einwohner.
Gegen Ende des Zweiten Weltkriegs führte am
7. April 1945 durch Schönthal ein Todesmarsch von 1500 Häftlingen des KZ Buchenwald zum KZ Dachau. Am 8. Mai 1945 besetzten amerikanische Truppen den südlichen Teil der Stadt und blieben an der durch die Straße Pilsen-Karlsbad gebildeten Demarkationslinie stehen. Am 21. Mai 1945 wurde Schönthal von der Roten Armee besetzt. Nach Kriegsende 1945 wurde die Stadt von der Tschechoslowakei übernommen. Aus den Dörfern Křelovice, Jiřičky, Dobrá Voda, Benátky, Proseč, Libkova Voda, Obořiště und Vratišov bei Pelhřimov kamen tschechische Siedler ins Dorf.
Zwischen dem 15. März und 15. Juli 1946 erfolgte die Vertreibung der Deutschen. Sie wurden in zehn Transporten vom Sammellager Teplá nach Deutschland abgeschoben. Dabei war eine Mitnahme von Kleidung und Wäsche bis 50 kg möglich. Nach der Vertreibung erloschen alle kulturellen Traditionen in der Stadt. Während der Abschiebung verstarben vier der Bewohner von Schönthal.
Am 23. April 1947 stürzte eine führerlose amerikanische Douglas DC-3 auf den Feldern südöstlich des Ortes ab. Der Pilot hatte in Deutschland die Orientierung verloren und sich auf tschechoslowakisches Gebiet verflogen. Nachdem der Treibstoff verbraucht war, sprang die Besatzung über Karlovy Vary ab und überließ die Maschine sich selbst.
Krásné Údolí wurde 1949 in den Okres Toužim eingeordnet, und die Stadtrechte wurden 1948 nicht erneuert. Seit 1961 gehört Krásné Údolí zum Okres Karlovy Vary. 1961 erfolgte die Eingemeindung von Odolenovice, Přílezy und Český Chloumek. Zum 1. Jänner 1981 wurde Krásné Údolí nach Útvina eingemeindet. 1990 entstand die Gemeinde Krásné Údolí wieder. Am 29. Februar 2012 hat es den Stadtstatus wiedererlangt.

### Wappen
Die Stadt führt ein Wappen mit dem schwarzen Andreaskreuz auf goldenem Grund, das an die Herrschaft der Vögte erinnert.

### Demographie
| Jahr | Einwohner | Anmerkungen            |
| ---- | --------- | ---------------------- |
| 1785 | 0 k. A.   | 77 Häuser              |
| 1830 | 516       | in 102 Häusern         |
| 1832 | 520       | in 107 Häusern         |
| 1845 | 516       | in 107 Häusern         |
| 1921 | 523       | nur deutsche Einwohner |
| 1930 | 488       | [ 9 ] [ 8 ]            |
| 1939 | 467       | [ 9 ] [ 8 ]            |

| Jahr      | 1947  | 2014 | 2017 2 |
| --------- | ----- | ---- | ------ |
| Einwohner | 198 1 | 426  | 398    |

## Gemeindegliederung
Die Stadt Krásné Údolí besteht aus den Ortsteilen Krásné Údolí (Schönthal) und Odolenovice (Döllnitz), die auch Katastralbezirke bilden.

## Sehenswürdigkeiten
- Pfarrkirche St. Laurentius, der 1464 errichtete ursprünglich gotische Bau erhielt seine heutige Gestalt bei Umbauten in den Jahren 1532 und 1774.
- Pfarrhaus, erbaut 1688
- Statue des hl. Johannes von Nepomuk, aus dem Jahre 1788
- Statuengruppe der Hl. Dreifaltigkeit, westlich des Dorfes am Weg nach Bečov nad Teplou, errichtet 1839
- Rathaus, errichtet 1804–1805 an Stelle eines barocken Vorgängerbaus